# Армянская улица (Киев)
Армя́нская у́лица (укр. Вірме́нська ву́лиця) — улица в Дарницком районе города Киева, жилой массив Харьковский, местность Красный хутор. Пролегает от проспекта Николая Бажана до Ёлочной улицы.
Примыкают улицы Днепродзержинская, Горловская, Харьковское шоссе, улицы Ташкентская и Боровая.

## История
Возникла в 1950-е годы под названием 240-я Новая. Современное название — с 1953 года.

## Транспорт
Регулярное движение общественного транспорта по улице отсутствует, поскольку она не является городской магистралью, а также слишком узкая. Имеется возможность посадки на маршрутные такси на Харьковском шоссе и трамвай № 29 на ул. Ташкентской. Но всё же главную роль в транспортном обеспечении улицы отыгрывает станция метро «Вырлица», а также находящаяся неподалёку на Харьковской площади станция метро «Бориспольская».